# Nepotilla nezi
Nepotilla nezi is een slakkensoort uit de familie van de Raphitomidae. De wetenschappelijke naam van de soort is voor het eerst geldig gepubliceerd in 1964 door Takashi A. Okutani.